# Carrie Nuttall
Carrie Nuttall (Santa Mónica, 11 de noviembre de 1963) es una fotógrafa estadounidense que trabaja principalmente en el medio de la industria musical. Estuvo casada con Neil Peart, baterista de la banda de rock canadiense Rush, hasta el fallecimiento del músico en enero de 2020. Su primera hija, Olivia Louise Peart, nació el 12 de agosto de 2009.
En 2005, Nuttall publicó Rhythm and Light, un libro fotográfico que contiene gran cantidad de imágenes de Peart en su estudio de grabación.
Nuttall y su hija viven en Santa Mónica, California. 